# Tentative de coup d'État de 2017 en Guinée équatoriale
La tentative de coup d'État de 2017 en Guinée équatoriale est un coup d'État manqué en Guinée équatoriale menée par des mercenaires étrangers contre le gouvernement du président Teodoro Obiang Nguema.

## Déroulement
La tentative de coup d'État commence le 24 décembre, lorsque des mercenaires étrangers originaires du Tchad, du Soudan et de la République centrafricaine (RCA) infiltrent Kyé-Ossi, Ebebiyín, Mongomo, Bata et Malabo, dans le but d'attaquer le président dans son palais présidentiel à Koété Mongomo. La sécurité de l'État intercepte les mercenaires dans la ville d'Ebebiyín, provoquant des affrontements qui coûtent la vie à l'un des assaillants. Le Cameroun rapporte plus tard l'arrestation de trente-huit combattants armés le long de sa frontière avec la Guinée équatoriale, parmi lesquels l'ancien général tchadien Mahamat Kodo Bani. La tentative de coup d'État serait dirigée par lui.

## Conséquences
Le gouvernement profite rapidement de la prétendue tentative de coup d'État pour renforcer davantage son emprise sur le pouvoir et lance une répression contre l'opposition politique du pays, citant l'implication de "certains partis d'opposition radicale" dans le recrutement des mercenaires étrangers. Le militant de l'opposition Santiago Ebee Ela meurt alors qu'il est détenu par le gouvernement après son arrestation le 2 janvier, apparemment en raison des tortures qu'il subit de la part des services de sécurité de l'État.
Les analystes soupçonnent que la tentative de coup d'État soit entièrement fabriquée par le régime pour cibler les opposants politiques. Deux motifs potentiels sont évoqués : les élites du pays frustrées par le plan de succession impliquant le fils de Teodoro, ou celles du camp présidentiel fabriquant un prétexte pour traiter avec l'opposition politique.
Après la tentative de coup d'État, le ministre tchadien des Affaires étrangères Chérif Mahamat Zene nie toute implication dans la tentative de coup d'État tandis que l'envoyé des Nations unies (ONU) à Malabo assure le gouvernement de son soutien continu dans les efforts de stabilisation,.